# العظاءة 10
العظاء 10 (بالإنجليزية: 10 Lacertae او 10 Lac)‏ هو نجم في كوكبة العظاءة. له قدرظاهري 4.88 يقع على بعد حوالى 529 فرسخ فلكي 1730 سنة ضوئية من الأرض، هو نجم ازرق ساخن من النسق الأساسي ونوع طيفيه O9V ، يعتبر من الحجم الكبير يستخدم الهيدروجين كوقود في نواته. العظاء 10 واحدة من أولى النجوم نوع-O ، منذ مطلع القرن العشرين كان نقطة الانتقاء إلى صنف MKK من النسق الأساسي، تصنيف النجم هو O9V ، هذا يعني انه بارد نسبيا مقارنتا مع صنفه من نوع-O .